# 反射星雲

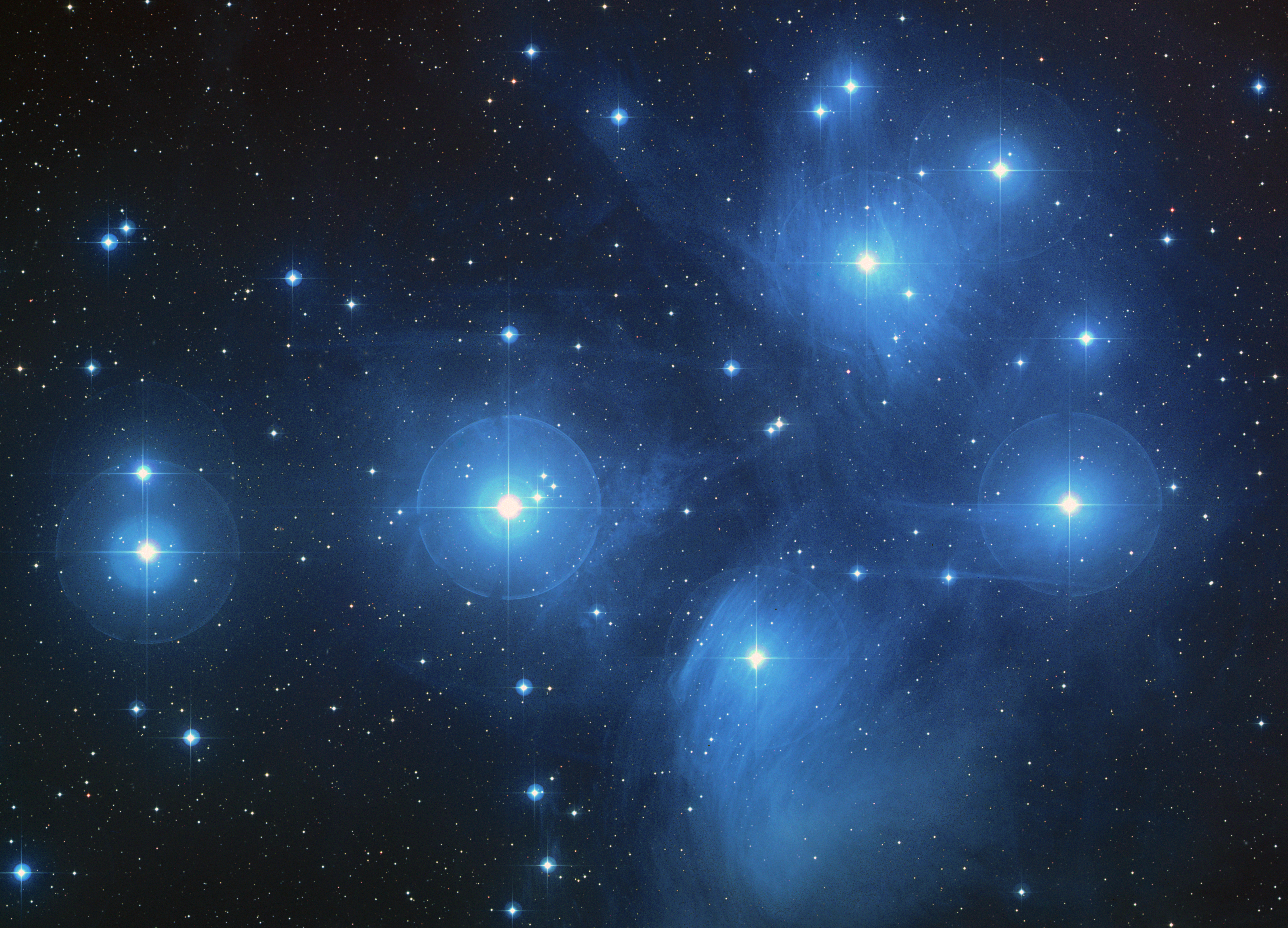
反射星雲の例（M45 プレアデス星団：恒星の周囲を輝くガスが覆っている）

反射星雲（はんしゃせいうん、reflection nebula）とは、星間分子雲が近くの恒星の光を反射することで我々の目に見えている天体である。

## 概説
反射星雲を照らしている恒星は、輝線星雲の場合のように星雲のガスを電離するほどには温度が高くないが、ガスに含まれる塵を散乱光で照らし出すのには十分な明るさを持っている。したがって、反射星雲のスペクトルは星雲を照らしている星のスペクトルとほぼ同じである。分子雲を構成する塵粒子のうち、このような光の散乱に寄与しているのは主に炭素（ダイヤモンド）や鉄、ニッケルなどである。鉄やニッケルはしばしば銀河磁場によって粒子が同じ方向に整列しているため、反射星雲の散乱光はわずかに偏光していることがある。輝線星雲と反射星雲のこのような性質の違いは1922年にエドウィン・ハッブルによって発見された。
光の散乱は赤い光よりも青い光の方により強く効くため、反射星雲は通常青く見える。これは空が青く、夕焼けが赤く見えるのと同じ物理過程である。
反射星雲と輝線星雲はしばしば一緒に存在し、両者をまとめて散光星雲と呼ぶ場合もある。このように両者が共存している例はオリオン大星雲(M42)である。
現在約500個の反射星雲が知られている。この中で最も代表的で美しいものはおうし座のプレアデス星団(M45)の周囲を取り巻く反射星雲である。いて座の三裂星雲(M20)の中にも青い反射星雲を見ることができる。
反射星雲はまた、星形成の現場でもあることが多い。